# Piotr Czarnkowski (kasztelan śremski)
Piotr Czarnkowski herbu Nałęcz III (ur. ok. 1560, zm. przed 3 marca 1620 roku) – kasztelan śremski, starosta kłecki w 1611 roku.
Syn Stanisława (zm. 1569/1573), starosty kleckiego i Zofii Zbąskiej. Wnuk Macieja Czarnkowskiego, kasztelana bydgoskiego.
Poślubił Annę Zebrzydowską z Więcborka, córkę Andrzeja Zebrzydowskiego, kasztelana śremskiego.
Z małżeństwa urodziły się 3 córki: Zofia, późniejsza żona Zygmunta Grudzińskiego, kasztelana nakielskiego, 
Leonora, późniejsza żona Jana Smoszewskiego, kasztelana santockiego oraz Dorota, żona Franciszka Dembińskiego (wnuka Walentego), chorążego i podkomorzego krakowskiego.
Pełnił urząd kasztelana śremskiego od 1611 roku. Był też starostą kcyńskim.